# Crimes and Misdemeanors
Crimes and Misdemeanors (en Hispanoamérica, Crímenes y pecados; en España, Delitos y faltas) es una película estadounidense de comedia dramática de 1989 escrita y dirigida por Woody Allen. Está protagonizada por Martin Landau, Woody Allen, Anjelica Huston, Alan Alda y Mia Farrow. Fue el primer film de Allen en el que el cineasta mezcló la comedia y el drama, en un guion que gira en torno a un asesinato.
El guion original de esta película fue traducido al español, publicado por Tusquets en 1992 y reeditado posteriormente.

## Argumento
La historia sigue a dos personajes principales: Judah Rosenthal (Martin Landau), un oftalmólogo exitoso, y Clifford Stern (Woody Allen), un documentalista de poca monta.
Judah, un respetable hombre de familia, está teniendo una aventura con la azafata Dolores Paley (Anjelica Huston). Después de que le queda claro que Judah no terminará su matrimonio, Dolores amenaza con revelar el asunto a la esposa de Judah, Miriam (Claire Bloom). También está al tanto de algunos negocios financieros cuestionables que Judah ha hecho, lo que aumenta su estrés. Confía en un paciente, Ben (Sam Waterston), un rabino que está perdiendo rápidamente la vista. Ben aconseja apertura y honestidad entre Judah y su esposa, pero Judah no desea poner en peligro su matrimonio.
Cliff, mientras tanto, ha sido contratado por su pomposo cuñado, Lester (Alan Alda), un exitoso productor de televisión, para hacer un documental sobre la vida y trabajo de Lester. Mientras filma y se burla del tema, Cliff se enamora de la productora asociada de Lester, Halley Reed (Mia Farrow). Desanimado por su matrimonio fallido con la hermana de Lester, Wendy (Joanna Gleason), él corteja a Halley, mostrando imágenes de su documental en curso sobre el profesor Louis Levy (Martin S. Bergmann), un reconocido filósofo. Se asegura de que Halley sea consciente de que está filmando el documental de Lester simplemente por el dinero y así poder terminar su proyecto más significativo, con Levy.
Desesperado, Judah pide ayuda a su hermano, Jack (Jerry Orbach), un gánster, que contrata a un asesino a sueldo para matar a Dolores. Antes de que se descubra su cadáver, Judah recupera cartas y otros artículos de su departamento. Afligido por la culpa, recurre a las enseñanzas religiosas que había rechazado, creyendo por primera vez que un Dios justo lo está mirando y emitiendo un juicio.
Cliff se entera de que el profesor Levy, se suicidó, dejando una breve nota: "Me he ido por la ventana". Cuando Halley lo visita para consolarlo, él la besa, pero ella lo rechaza suavemente, diciéndole que no está lista para otro romance.
La aversión de Cliff por Lester se hace evidente durante la primera proyección de la película. Yuxtapone imágenes de Lester con imágenes de Benito Mussolini dirigiéndose a una multitud de seguidores desde un balcón. También muestra a Lester gritándole a sus empleados y coqueteando torpemente con una atractiva y joven actriz. Lester lo despide. 
Halley le cuenta a Cliff que se va a Londres, donde Lester le ofrece un trabajo de producción. Cuando regresa varios meses después, Cliff se sorprende al descubrir que ella y Lester están comprometidos. Al enterarse de que Lester envió rosas blancas a Halley "continuamente durante días" mientras estaban en Londres, Cliff se siente abatido al darse cuenta de que es incapaz de ese tipo de cursiladas. Su último gesto romántico con Halley había sido una carta de amor que en su mayoría había plagiado de James Joyce.
Finalmente las historias se cruzan, Cliff y Judah se encuentran por casualidad en la boda de la hija del rabino Ben, quien es cuñado de Cliff y paciente de Judah. Judah ha superado su culpa y está disfrutando de la vida una de nuevo; el asesinato fue atribuido a un vagabundo con antecedentes penales. Sostiene con Cliff una discusión supuestamente hipotética que se basa en su dilema moral. Judah dice que con el tiempo, cualquier crisis pasará; pero Cliff afirma, en cambio, que uno está destinado para siempre a soportar la carga de "crímenes y delitos menores". Judah abandona alegremente la fiesta de bodas con su esposa, y Cliff se queda solo, abatido. Ben, el rabino, que ahora es ciego, comparte un baile con su hija mientras se escucha la voz del profesor Levy, que dice que el universo es un lugar oscuro e indiferente que los seres humanos llenan de amor, con la esperanza de darle un significado al vacío.

## Reparto
- Woody Allen como Cliff Stern
- Martin Landau como Judah Rosenthal
- Mia Farrow como Halley Reed
- Alan Alda como Lester
- Anjelica Huston como Dolores Paley
- Jerry Orbach como Jack Rosenthal
- Sam Waterston como Ben
- Joanna Gleason como Wendy Stern
- Caroline Aaron como Barbara
- Claire Bloom como Miriam Rosenthal
- Jenny Nichols como Jenny
- Martin S. Bergmann como Prof. Louis Levy

## Recepción crítica
La película fue aclamada por la crítica especializada, con un 92% de comentarios positivos en el sitio de cine Rotten Tomatoes. Además, tuvo candidaturas a los Premios Óscar en las categorías de mejor director, mejor guion original y mejor actor secundario (Martin Landau), sin llegar a obtener estatuilla durante la ceremonia. 
El crítico de cine Roger Ebert se refirió a la cinta de la siguiente manera:

La película genera el mejor tipo de suspenso, porque no trata de lo que le ocurre a la gente [...] es sobre las decisiones que tomarán.

## Temas
Como muchas de las películas escritas y dirigidas por Woody Allen, la culpa y el asesinato aparecen como ejes centrales de la obra, con particular énfasis en la historia interpretada por Martin Landau. 
Tal y como en las cintas Match Point, Misterioso asesinato en Manhattan o Scoop, del mismo director, existe un personaje que se cuestiona su existencia debido a los actos cometidos que lo llevaron a cometer un asesinato. Curiosamente, y aquí aparece un sello del director/guionista, en todas estas películas las víctimas asesinadas son mujeres.[cita requerida]

## Producción
Una de las escenas favoritas de los aficionados al cine de Woody Allen es la secuencia final. Como en otras cintas del director, se muestra un prisma fragmentado de escenas de la película, complementada con un discurso de fondo sobre la vida y una versión instrumental de la canción I'll Be Seeing You, que había sido interpretada, entre otros, por Billie Holiday.